# Syndrome de Gitelman
 Mise en garde médicale
Le syndrome de Gitelman est une maladie rénale de type tubulopathie secondaire à un variant du gène SLC12A3.

## Biologie
Le tableau est celui d'une alcalose métabolique avec hypokaliémie. Il existe également une hypomagnésémie et une hypocalciurie, une hypophosphatémie.

## Traitement
Il repose sur la correction des troubles électrolytiques : régime salé, apport de potassium et de magnésium.